# Johannes Schöner

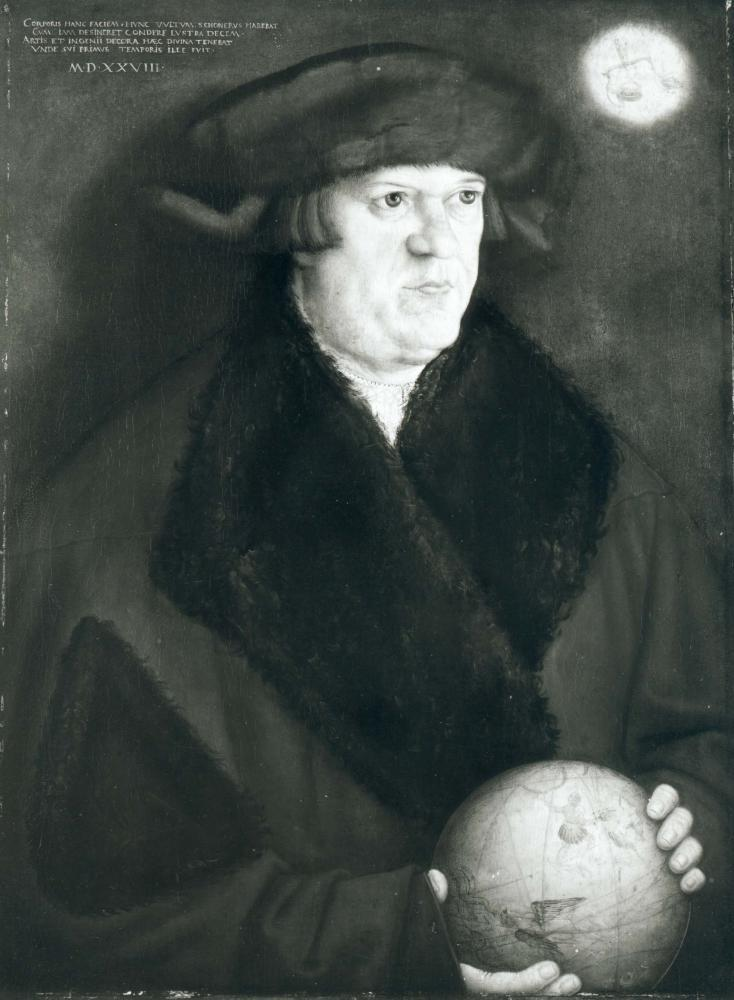
Johannes Schöner, um 1527

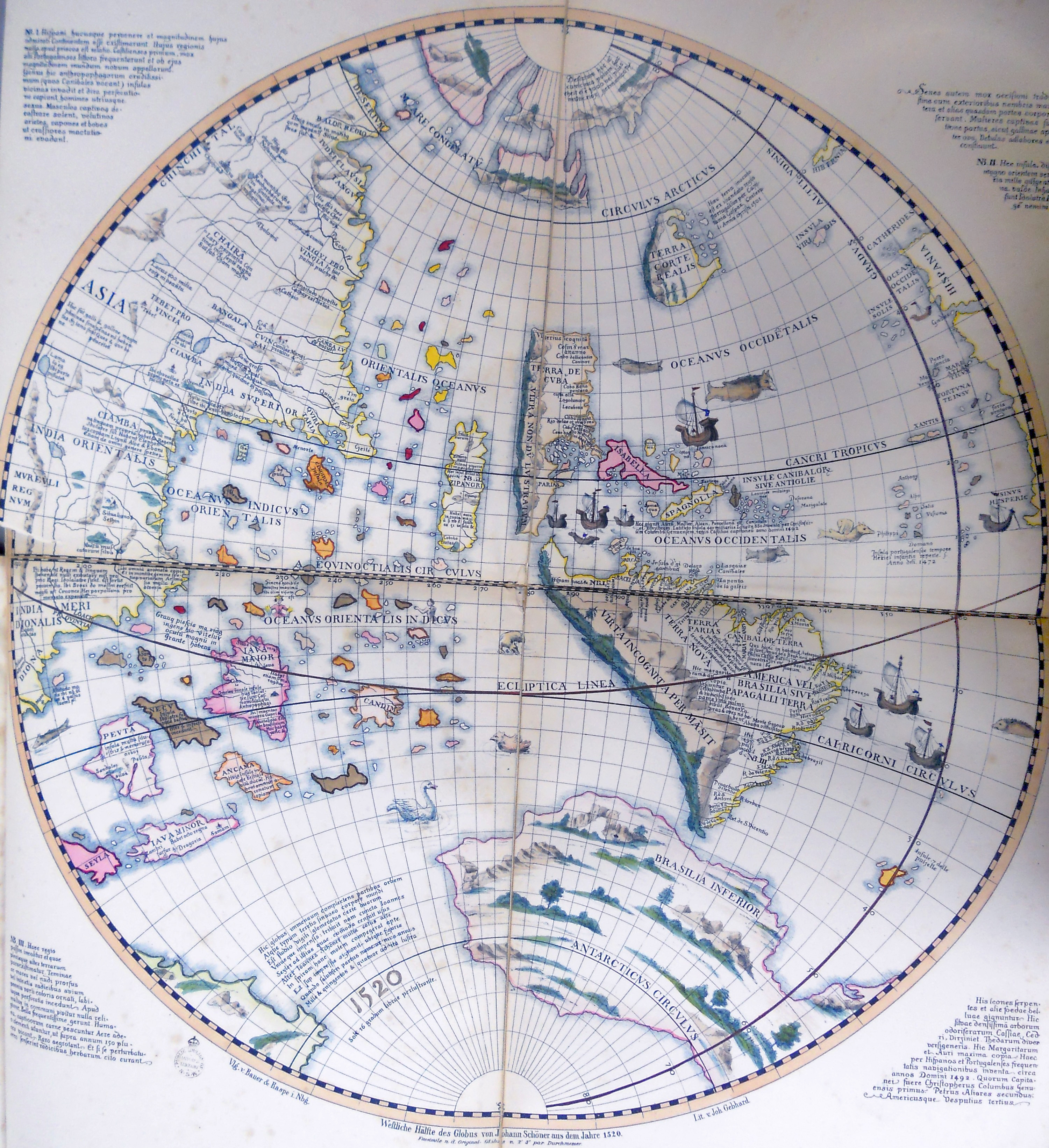
Westliche Hemisphäre des Schöner-Globus (1515, Ausgabe von 1520)

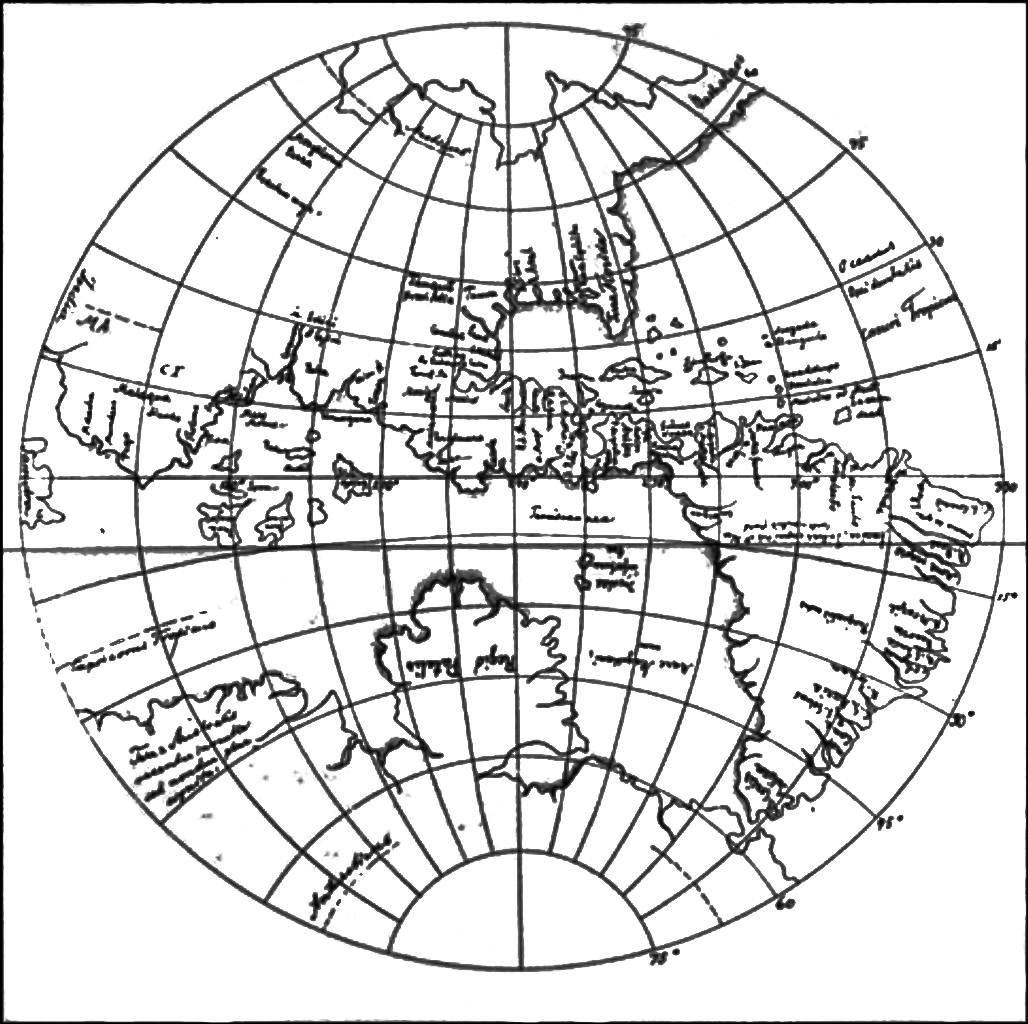
Weimarer Globus 1533

Johannes Schöner oder Johann Schöner, latinisiert auch Johannes Schonerus (* 16. Januar 1477 in Karlstadt am Main, Unterfranken; † 16. Januar 1547 in Nürnberg, Mittelfranken) war ein deutscher Mathematiker, Geograph, Kartograf, Astronom, Astrologe sowie Drucker und Herausgeber wissenschaftlicher Werke.

## Leben

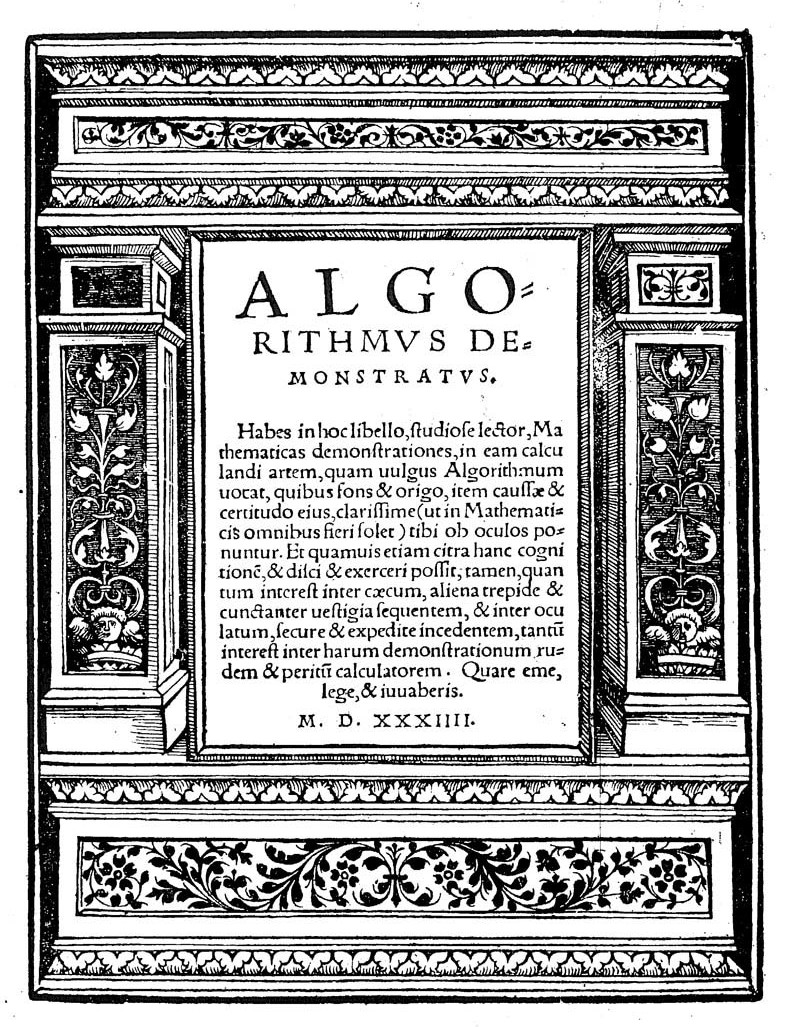
Algorithmus demonstratus, 1534

Ab 1494 studierte Schöner in Erfurt Mathematik, Theologie und Medizin, jedoch ohne einen Abschluss. Einer seiner Kommilitonen war Martin Luther. 1500 wurde er zum Priester geweiht und hatte Pfarrstellen im Raum Bamberg und Karlstadt inne. In Nürnberg lernte er die beobachtende Astronomie bei Bernhard Walther. 1523 wurde er wegen Vernachlässigung des Chordienstes sowie wegen Konkubinats in die fränkische Schweiz strafversetzt. Nach dem Bauernkrieg von 1525 begab er sich nach Nürnberg und konvertierte zum Protestantismus. Auf Empfehlung von Philipp Melanchthon wurde er 1526 Professor für Mathematik am Egidiengymnasium – eine Stelle, die er bis ein Jahr vor seinem Tod innehatte. 1528 publizierte Schöner ein medizinisches Werk, das „nutzlichs buchlein viler bewerter Ertzney“.

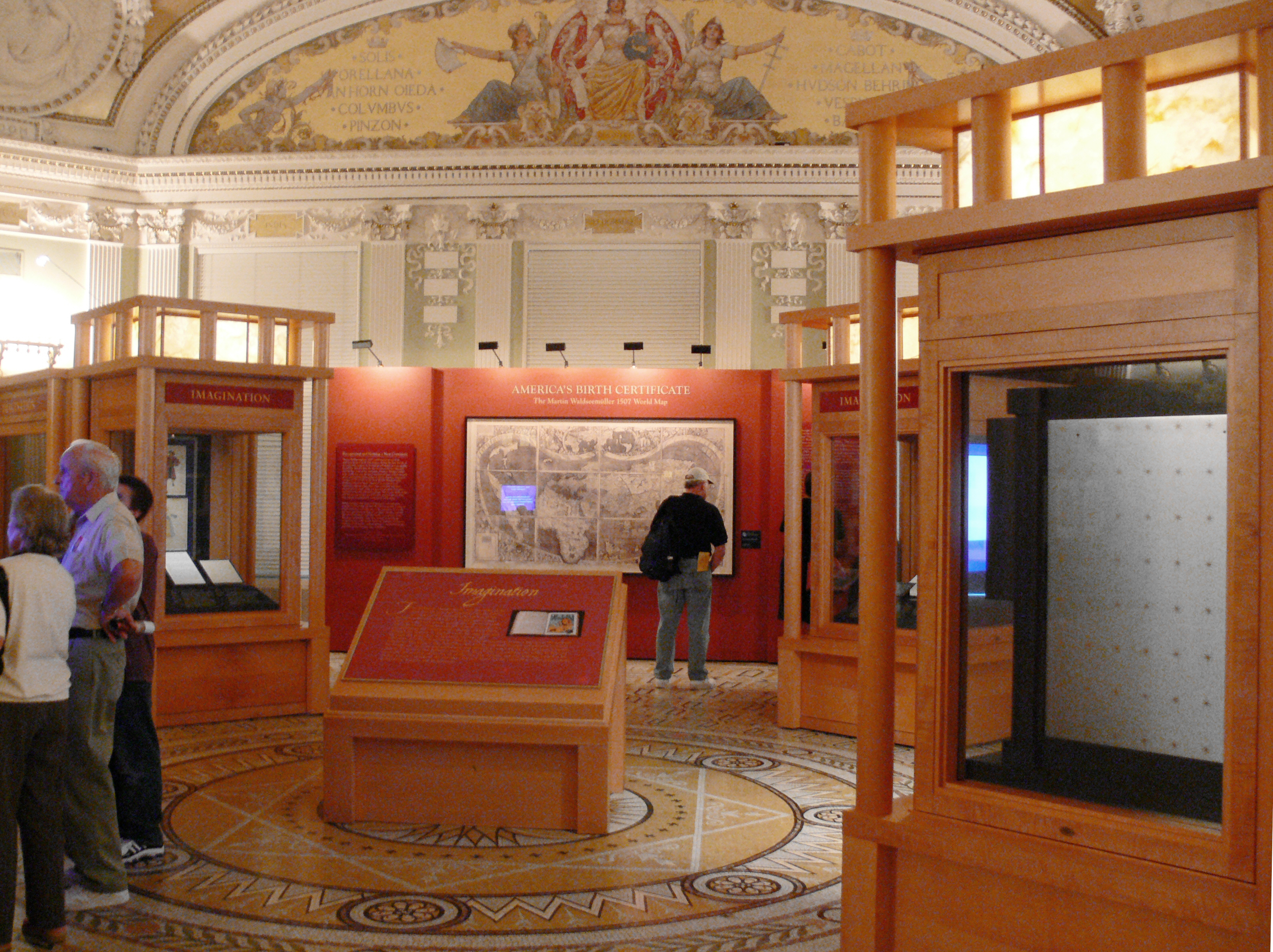
Schöners Waldseemüller-Karte in der Library of Congress (2007)

### Als Drucker & Globenmacher in Bamberg

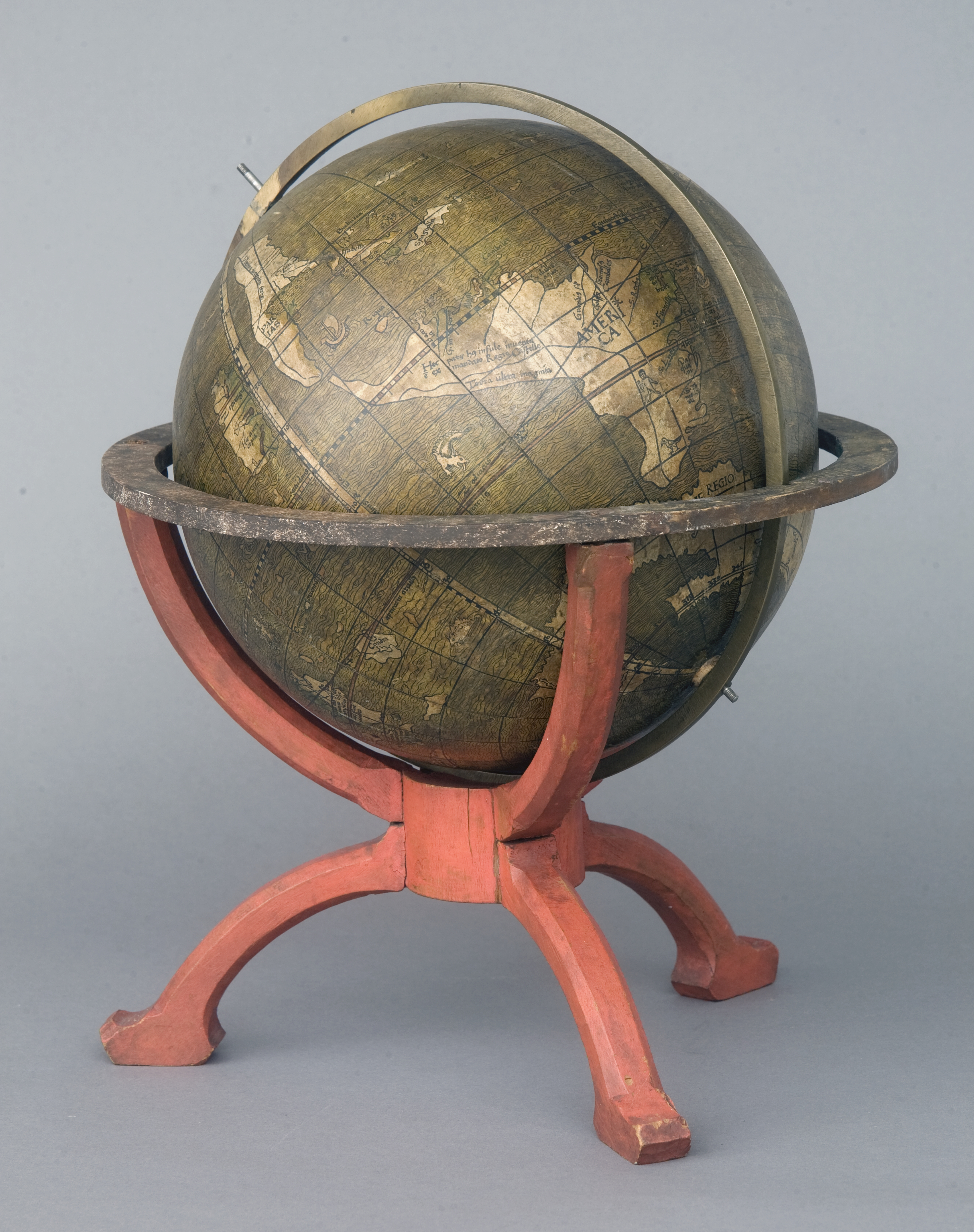
Schöners Globus um 1515, Holz, Pappmaché, Papier © Historisches Museum Frankfurt am Main Fotograf Uwe Dettmar

Schon in Bamberg hatte er sich eine Druckerei eingerichtet. Schöners erste eigene Publikation erschien 1515 in Bamberg: Horari cylindri canones, eine Anweisung zum Zeichnen von Sonnenuhren auf einem Zylindermantel für den Bau einer Zylindersonnenuhr. In Bamberg veröffentlichte er eine Abhandlung über den Computus Ecclesiasticus, in der er unter anderem auf die Notwendigkeit einer Kalenderreform hinwies.
Mit der Unterstützung durch Johann Seyler fertigte er Erd- und Himmelsgloben an. Als Schüler von Martin Waldseemüller erstellte er mit die ältesten Erdgloben überhaupt. Zudem besaß er diejenige Kopie von Waldseemüllers Weltkarte, die in der Library of Congress ausgestellt ist.
Auf seinen Globen von 1515, 1520 (restauriert 1725 durch den Mathematiker und Globusbauer Johann Philipp Andreae (1700–1762)) erscheint ein Brasilia regio (1515) bzw. ein Brasilia inferior (1520), getrennt durch eine Wasserstraße von Südamerika, das heißt vor der tatsächlichen Entdeckung der Magellanstraße im November 1520. Laut einem Traktat, das Schöner zeitgleich veröffentlichte, geht dies auf einen Korrespondentenbericht des Augsburger Handelshauses der Welser zurück, der in der Newen Zeytung auß Presillg Land erschienen war. Die um 1507 bei Erhart Öglin in Augsburg und gleichzeitig in einem anonymen Druck erschienene Flugschrift enthielt die irreführende Nachricht von einer früheren Entdeckung der Magellanroute durch eine portugiesische Expedition schon um 1502/03. und wurde 1515 nochmals in Nürnberg als Copia nachgedruckt. Diese Darstellung führte unter anderem zu der umstrittenen Hypothese Gavin Menzies’ (2002), dass der chinesische Admiral Zheng He um 1420 die ganze Welt kartographiert habe.

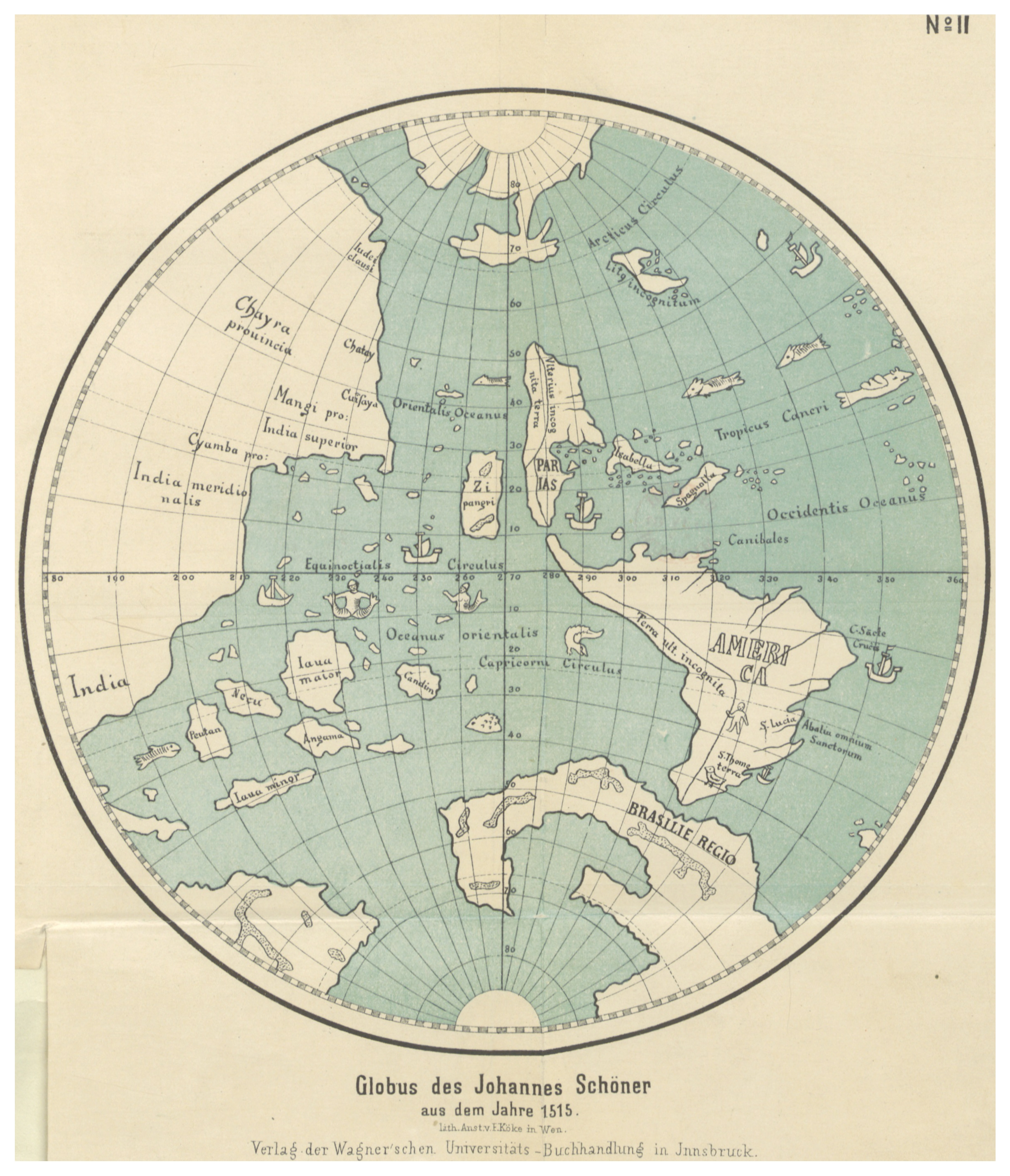
Globus 1515:[7] Westliche Hemisphäre
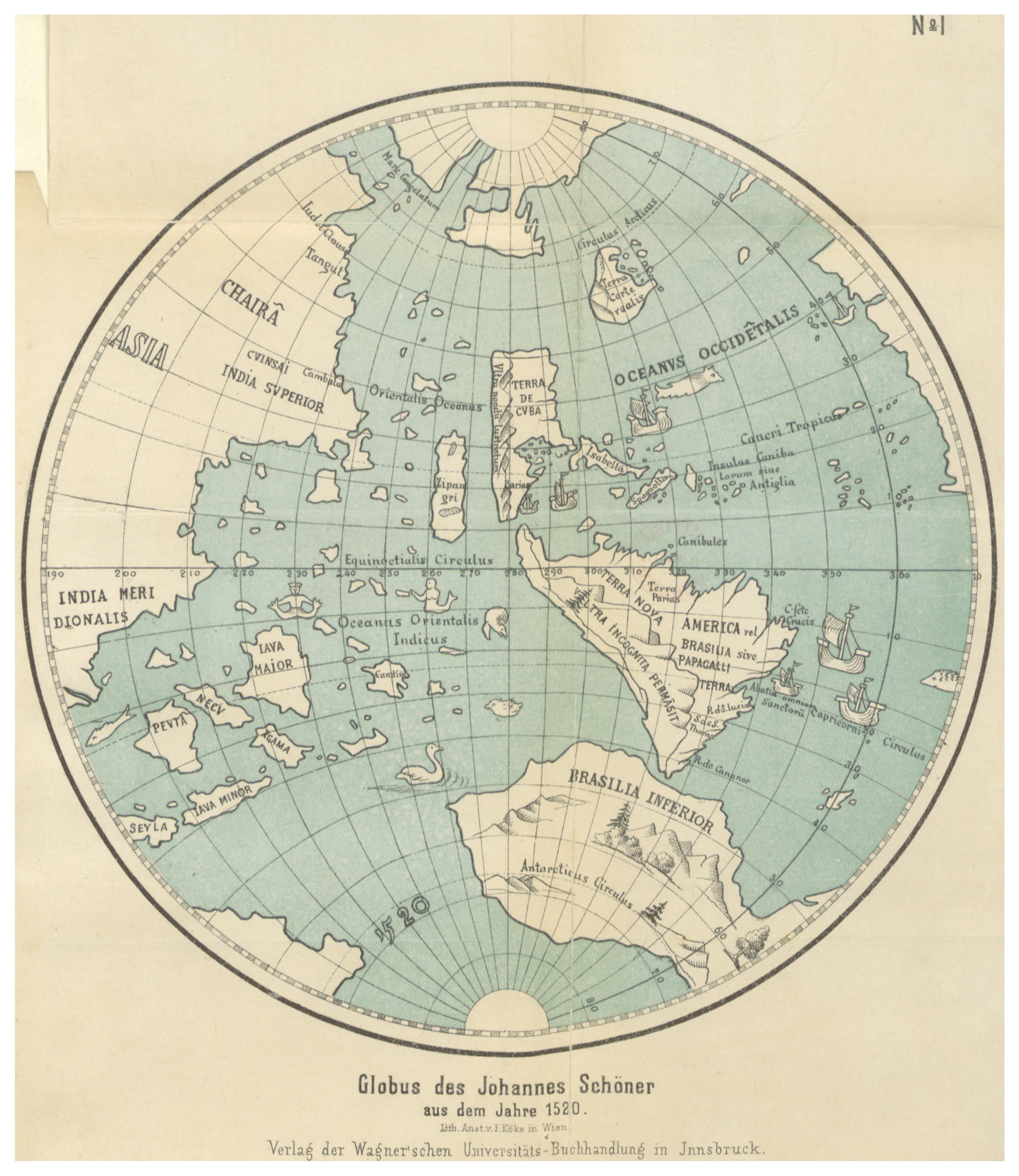
Globus 1520:[9] Westliche Hemisphäre
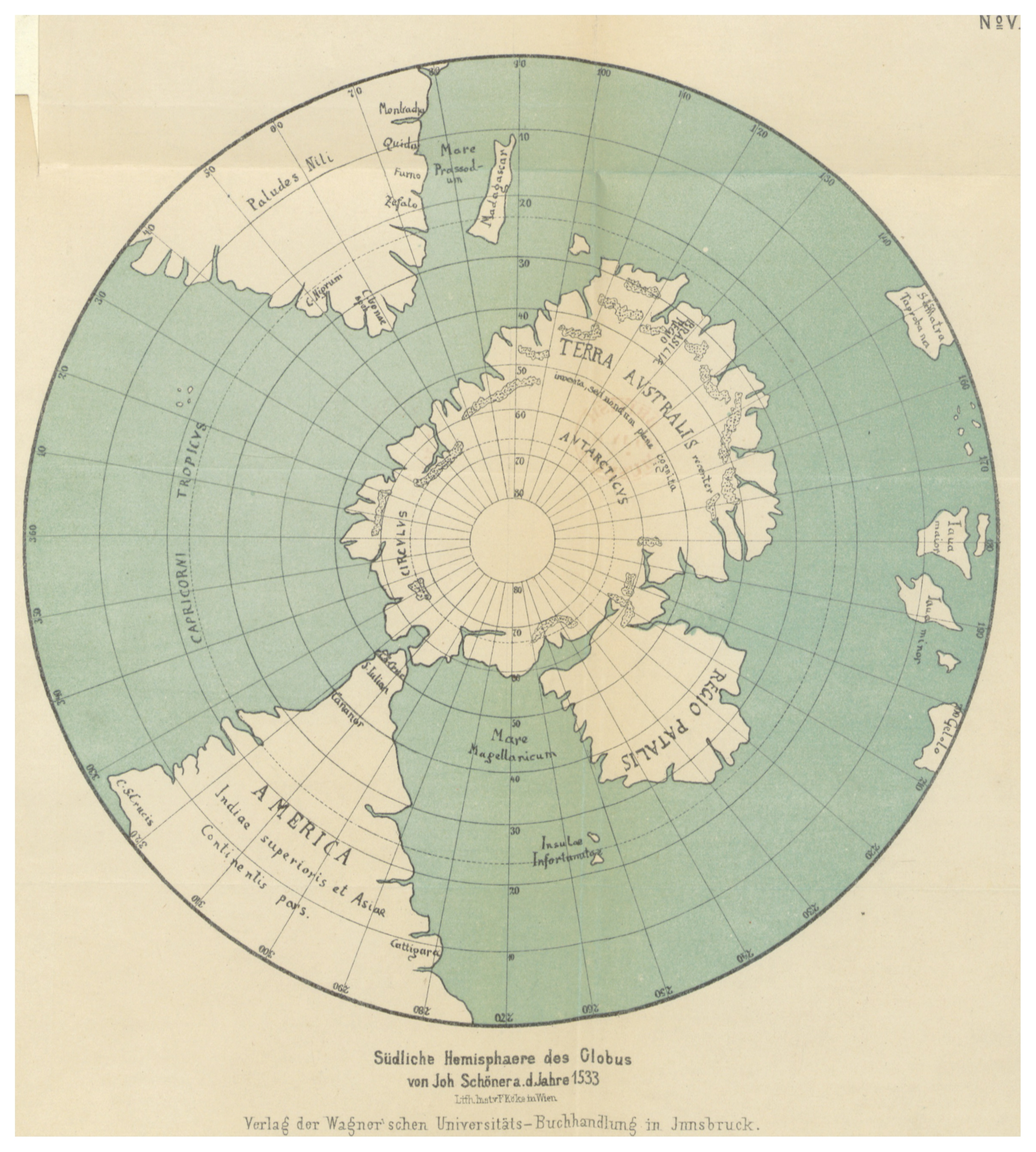
Globus 1533:[10] Südliche Hemisphäre

Neben den Erdgloben von 1515 fertigte Schöner 1517 auch mehrere Himmelsgloben, die häufig zur Ergänzung dienten, in größerer Stückzahl an. Aus dieser Serie blieb jedoch kein einziger Himmelsglobus erhalten. Lediglich Im sogenannten „Wolfegg-Codex“, der aus Schöners Besitz stammt, sind die kompletten Globenstreifen seines Himmelsglobus von 1517 enthalten.
Im History of Science Museum der Universität Oxford wird ein Himmelsglobus Schöners von 1534 gezeigt.
Das Gemälde Die Gesandten von Hans Holbein dem Jüngeren von 1533 zeigt mit großer Wahrscheinlichkeit einen Himmelsglobus Schöners.

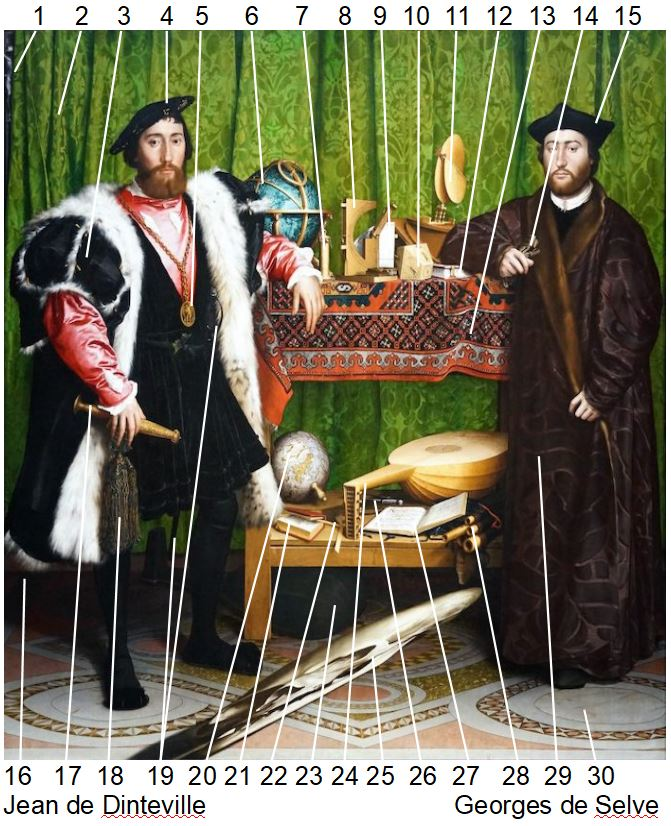
Die Gesandten (Beschreibung)
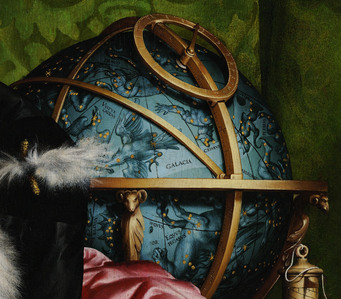
Himmelsglobus
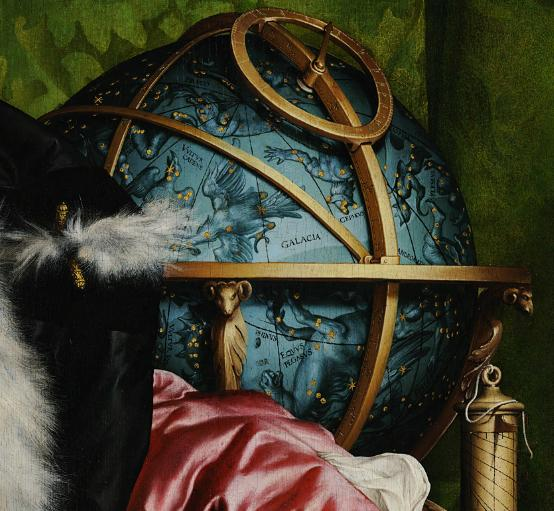
Himmelsglobus
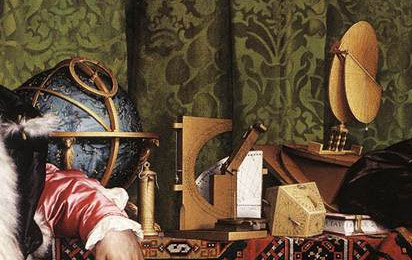
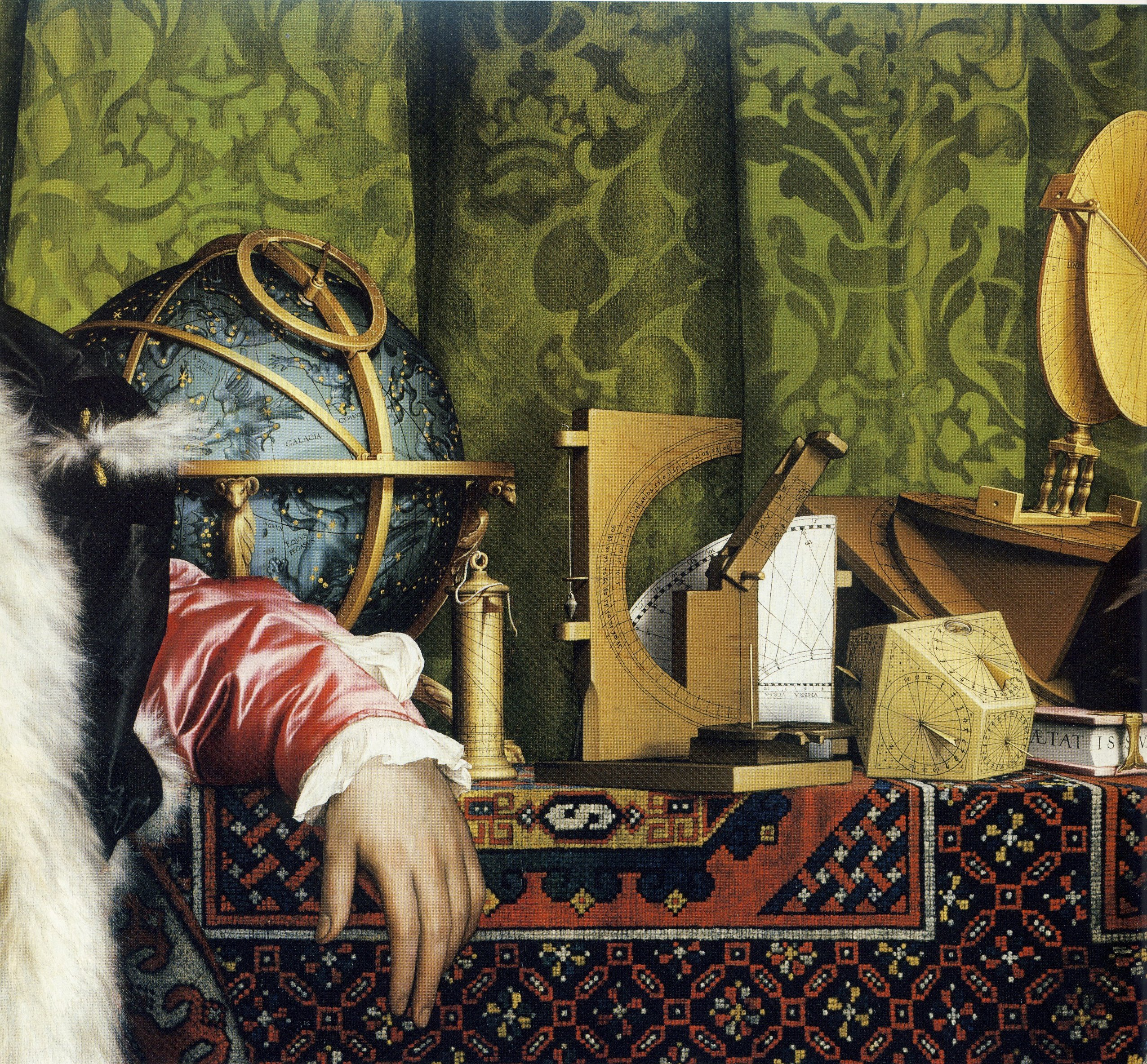
Astronomische Messinstrumente
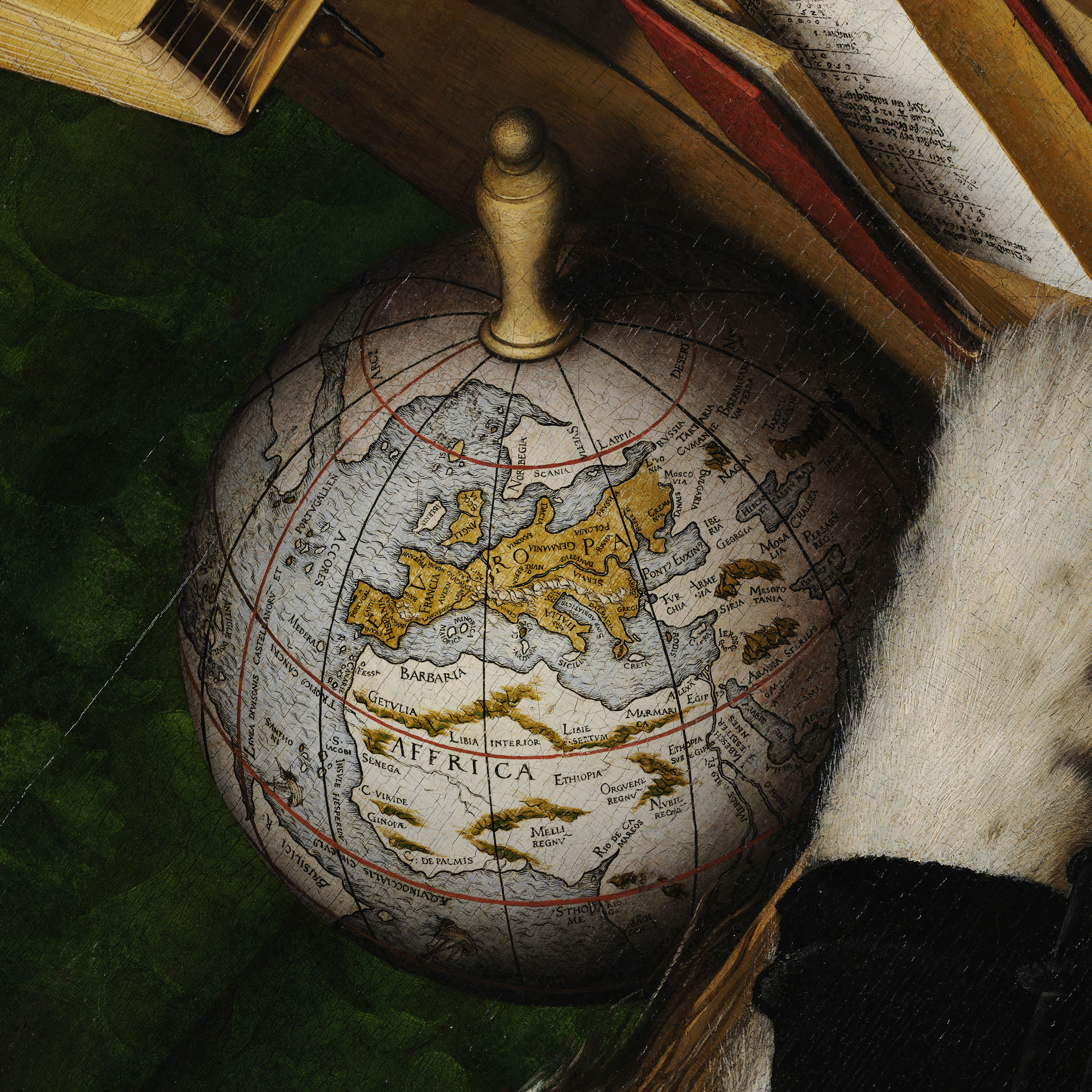
Erdglobus
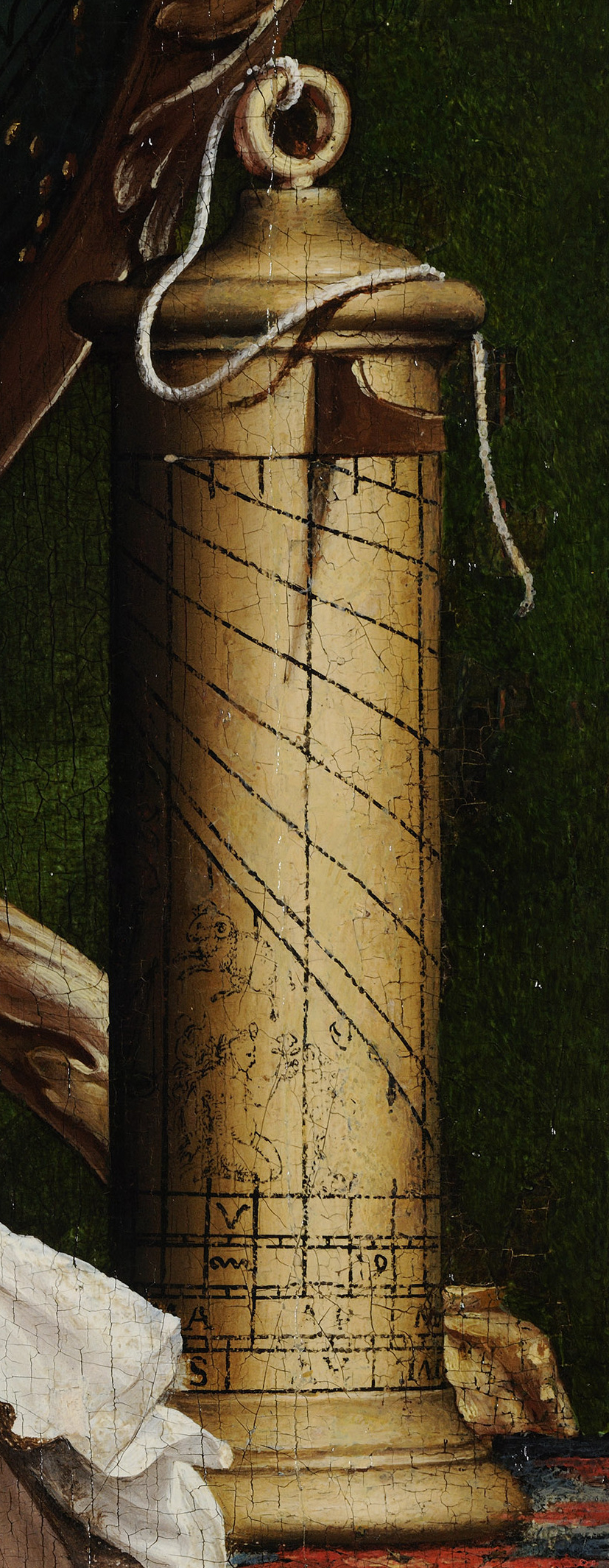
Zylindersonnenuhr

Auf einem als verschollen geglaubten Erdglobus aus dem Jahr 1523, der von Franz von Wieser wiederentdeckt wurde, hatte Schöner die Route der Weltumsegelung Magellans eingezeichnet.

### Herausgeber von astronomischen Werken
Schöner bearbeitete und veröffentlichte 1544 die astronomischen Beobachtungen, die sein Lehrer Bernard Walther seit 1471 anfangs noch mit Regiomontanus zusammen und ab 1474 allein 30 Jahre bis 1504 in Nürnberg aufgezeichnet hatte: Observationes XXX annorum a I. Regiomontano et B. Walthero Norimbergae habitae [4°, Norimb. 1544].
Nicolaus Copernicus verwandte die darin enthaltenen Merkurbeobachtungen, schrieb sie aber Schöner zu, der sie ihm vor der Publikation mitgeteilt hatte. Es gab 45 Beobachtungen, davon 14 mit Länge und Breite. In Copernicus’ Hauptwerk De revolutionibus orbium coelestium, werden 3 Merkurbeobachtungen angeführt, jedoch nur die Längen. Sie weichen aber leicht von den 1544 veröffentlichten Werten ab.
1538 hielt sich Georg Joachim Rheticus bei ihm auf. Vermutlich überzeugte er ihn, zusammen mit dem Drucker Johannes Petreius, Copernicus in Frauenburg aufzusuchen und dessen Arbeiten druckfertig zu machen. Rheticus widmete ihm 1540 die Narratio Prima, die Vorveröffentlichung des Kopernikanischen Werkes.
Bernhard Walther hatte den Nachlass von Regiomontanus erworben, aber niemandem Zugang gestattet. Nach Walthers Tod erlangte Schöner Zugriff auf die Manuskripte und publizierte einige der Arbeiten Regiomontanus, so die Begründung der wissenschaftlichen Kometenkunde Problemata XVI de cometae (1472) magnitudine longitudineque ac de loco ejus vero, den Algorithmus demonstratus, eine (ablehnende) Schrift über die Achsendrehung der Erde („An Terra moveatur an quiescat, Joannis de Monteregio disputatio“) und das Handbuch der Trigonometrie (De triangulis omnimodis).
Auch in Nürnberg war Schöner noch als Globenmacher tätig und fertigte für Kursfürst Johann Friedrich von Sachsen zwischen 1533 und 1534 zwei Globen an.
Schöner veröffentlichte zahlreiche Kalender und Prognostica, die hohe Auflagen erzielten. In späteren Jahren wandte er sich verstärkt der Astrologie zu und verfasste eine Einführungsschrift Opusculum Astrologicum, die 1539 bei Petreius gedruckt wurde, sowie eine umfangreiche Monographie De iudiciis nativitatum Libri Tres (1545). In diesem Zusammenhang ist auch seine Herausgabe von Bernard Walthers Canones de judiciis aurae zu sehen, ein Versuch, die Meteorologie auf Gestirnseinwirkungen zurückzuführen.
Seine nachgelassenen Arbeiten wurden 1561 von seinem Sohn Andreas Schöner (1528–1590) herausgegeben. So ließ der Sohn in der Werkstatt von Ulrich Neuber und Johann Berg die Opera mathematica Ioannis Schoneri in unum volumen congesta drucken.
Ein 1529 von Lucas Cranach dem Älteren geschaffenes Porträt, das sich in den Königlichen Museen der Schönen Künste in Brüssel befindet, war von 1964 bis 1992 auf dem Geldschein über 1000 Deutsche Mark abgebildet. Umstritten ist, ob es Johannes Schöner zeigt oder, gemäß einer späteren Aufschrift, den Theologen Johannes Scheyring.

## Eigene Schriften
- Horarii cylindri canones, Bamberg 1515
- Luculentissima quaedam terrae totius descriptio, Nürnberg 1515
- Aeqvatorivm astronomicvm, Bamberg 1521
- De nuper sub Castiliae ac Portugaliae regibus serenissimis repertis insulis ac regionibus Ioannis Schöner ... epistola et globus geographicus Cervicornus, 1523[23]
- Globi stelliferi, sive sphaerae stellarum fixarũ usus et explicationes, ... hæc omnia multo quam ante emendatiora et copiosiora ... in lucem edita fuere Anno Christi M.D.XXXIII. Petreius Nürnberg, 1533.[24]
- Tabulae astronomicae Petreius, Nürnberg, 1536
- Practica auf das Jahr 1537, Philipp Ulhart Augsburg, 1536
- Opusculum Astrologicum Nürnberg 1539
- De iudiciis nativitatum libri tres, Montanus & Neuber, Nürnberg 1545
- Prognosticon astrologicum pro anno 1547 Montani & V. Neuberi Nürnberg 1546
- Opera mathematica Ioannis Schoneri in unum volumen congesta Norinbergae, Impressa in officina I. Montani & V. Neuberi 1562 (posthum)

## Ehrungen
Die IAU ehrte ihn durch die Benennung des Marskraters Schöner. Zudem trägt das Gymnasium in seinem Geburtsort Karlstadt seinen Namen.